# Silbersattel
Silbersattel (Originaltitel: Sella d’argento) aus dem Jahr 1978 ist ein später Italowestern des italienischen Regisseurs Lucio Fulci. Er lief im deutschen Sprachraum am 24. September 1979 an.

## Handlung
Der zehnjährige Roy Blood erschießt den Mörder seines Vaters. Er nimmt dessen Pferd an sich, welches einen silbernen Sattel hat. Viele Jahre später kommt Roy Blood durch eine wüstenähnliche Gegend, wo er nach einem Postkutschenüberfall auf den Leichenfledderer Doubletten-Snake trifft. Dieser heftet sich daraufhin an seine Fersen und vermittelt einen Auftrag zum Mord an Thomas Barrett. Auf dem Friedhof wo dieser ausgeführt werden soll, trifft jedoch nur ein kleiner Junge ein und Roy gerät in einen Hinterhalt. Fortan schützt er zunächst widerwillig den kleinen Jungen, da dessen Onkel Thomas Barrett einer der Betrüger seines Vaters war und nun im Hintergrund als Erbschleicher agiert. Als der Junior von den mexikanischen Banditen Garrinchas entführt wird, gerät Roy selbst unter Verdacht und wird inhaftiert. Er kann jedoch mit Hilfe von Margaret Barrett aus dem Gefängnis entkommen und rettet zusammen mit seinem Komplizen Snake den Jungen.

## Kritik
Die meisten Kritiker brachten ihre Enttäuschung zum Ausdruck. So war das Werk für das Lexikon des internationalen Films ein „phantasieloser, jedoch actionreicher Italowestern, der ein bewährtes Schema ohne Originalität reproduziert“. Guntram Lenz fasste zusammen: (Es entstand) „ein Soft-Western, weder Fisch noch Fleisch, weder Colt noch Wasserspritzpistole. Eine streckenweise spannende Gangsterballade vom vermeintlich Edlen wider Willen in einer schlimmen Zeit, deren Schausplätze mühelos auch Chicago oder das Weiße Haus sein könnte.“. Auch Genrekenner Christian Keßler war im Zwiespalt: „Die Actionszenen sind sparsam gesetzt, aber glänzend realisiert. Nichts Tolles, der Film, aber eine sichere Wette, bei der man nicht viel falsch machen kann.“